# Denham Fouts
Denham Fouts, Denny Fouts (ur. 9 maja 1914 w Jacksonville, zm. 16 grudnia 1948 w Rzymie) – amerykańska męska prostytutka i bywalec salonów.

## Życiorys
Urodził się w Jacksonville na Florydzie jako Louis Denham Fouts. Jego ojcem był Edwin Fouts, absolwent Uniwersytetu Yale i dyrektor fabryki mioteł, a matką Mary E. Denham. Miał dwójkę rodzeństwa: siostrę Ellen (urodzoną w 1916) i brata Frederica (1918–1994).
Wyjechał do Nowego Jorku, na Manhattan, gdzie przez pewien czas pracował w handlu jako osoba odpowiedzialna za uzupełnienia towaru, a zarazem zaczął przyciągać uwagę swym wyglądem. Pozyskał szereg bogatych patronów i patronek. Do jego towarzyszy należeli Christopher Isherwood, Brion Gysin, Glenway Wescott, Truman Capote, George Platt Lynes, Jane i Paul Bowles, Jean i Cyril Connoll czy Michael Wishart. Isherwood nazwał go „figurą mityczną” i „najdroższą prostytutką na świecie”, Capote z kolei „najlepszym utrzymankiem na świecie”. Fouts był partnerem mecenasa sztuki Petera Watsona, rozstali się jednak z powodu uzależnienia Foutsa od opium. Podobno był kochankiem przyszłego  króla Pawła I Greckiego i francuskiego aktora Jeana Marais.
Po wybuchu drugiej wojny światowej Fouts wrócił do Ameryki. W sierpniu 1940 w Hollywood spotkał Christophera Isherwooda i w lecie 1941 wspólnie podróżowali. Okres ten został opisany w książce Isherwooda Down There on a Visit, gdzie Foutsa reprezentuje postać Paula. Ponieważ Fouts sprzeciwiał się służbie wojskowej, służył jakiś czas w trakcie wojny w amerykańskiej służbie cywilnej. Później dokończył szkołę średnią, skończył studia medyczne na Uniwersytecie Kalifornijskim w Los Angeles, a następnie osiedlił się w Europie.
Ostatnie lata życia Fouts spędził w maraźmie. Został znaleziony martwy w 1948 r. w rzymskim pensjonacie Fogetti. Zmarł w wieku 34 lat na powikłania hipoplazji aorty i hipertrofii lewej komory serca. Jest pochowany na Cmentarzu Protestanckim w Rzymie.

## Echa literackie
- Powieść z kluczem Gavina Lamberta Norman’s Letter opowiada o Foutsie[10].
- Rozdział Unspoiled Monsters zawarty w niedokończonej powieści Trumana Capote’a Answered Prayers opiera się na Capoteowskiej wizji życia Foutsa[9].
- Opowiadanie Gore’ Vidala Pages from an Abandoned Journal z wydanego w 1956 r. zbioru A Thirsty Evil: Seven Short Stories powstało na podstawie losów Denhama Foutsa[9].
- Down There on a Visit Christophera Isherwooda zawiera nowelę Paul, której tytułowa postać to w rzeczywistości Fouts[9].
- Romans z Foutsem miał malarz Michael Wishart, co szczegółowo opisuje jego autobiografia High Diver.